# Richard Horton
Richard Charles Horton nació en Londres el 29 de diciembre de 1961. Es redactor jefe de The Lancet, revista médica con sede en el Reino Unido. Es, asimismo, miembro del Real Colegio de Médicos (Royal College of Physicians), miembro de la Academia de Ciencias Médicas, profesor honorario de la Escuela de Higiene y Medicina Tropical de Londres, University College de Londres, y profesor de la Universidad de Oslo.
Tras estudiar Medicina en la Universidad de Birmingham, ingresó en la unidad hepática del Royal Free Hospital de Londres. En 1990 ocupó el puesto de redactor adjunto de The Lancet y cinco años después asumió el cargo de redactor jefe en el Reino Unido.
Ha escrito artículos de Medicina en The Observer, The Times Literary Supplement y The New York Review of Books. En 2003 publicó Second Opinion: Doctors, Diseases and Decisions in Modern Medicine, que trata de las controversias en la medicina moderna. En 2005 escribió «Doctors in society: medical professionalism in a changing world», un estudio sobre el futuro de la profesión médica para el Real Colegio de Médicos. Ha desempeñado diversas funciones en la Organización Mundial de la Salud (OMS).

## Infancia y educación
Richard Horton nació en Londres. Recibió enseñanza primaria y secundaria en la Bristol Grammar School.  En 1986 terminó sus estudios de Ciencia en la Universidad de Birmingham con una licenciatura en Fisiología y otra en Medicina.

## Actividad profesional
Al terminar su primera formación en Medicina en Birmingham entró en la unidad hepática del Royal Free Hospital de Londres. En 1990 accedió al puesto de redactor adjunto de The Lancet y en 1993 se trasladó a Nueva York como redactor de la edición norteamericana. Dos años después regresó al Reino Unido para ocupar el cargo de redactor jefe de la revista.
Horton escribió sobre cuestiones médicas en The Observer y ha escrito artículos en The Times Literary Supplement y The New York Review of Books. En 2003 publicó un libro sobre las controversias en la medicina moderna, Second Opinion: Doctors, Diseases and Decisions in Modern Medicine. En 2005, el Real Colegio de Médicos creó un grupo de trabajo del cual fue miembro y el principal autor del informe del grupo sobre el futuro de la profesión médica, titulado «Doctors in Society» [Los médicos en la sociedad].
Horton es un firme defensor de la Organización Mundial de la Salud (OMS). En esta organización fue copresidente del Grupo Científico de Asesoramiento sobre Registro de Ensayos Clínicos, presidió la junta de la Red de Sanimetría, fue miembro del Grupo Externo de Referencias para la Estrategia de Investigación y fue miembro externo de la junta de asesoramiento de la Región de Europa de la OMS. Por otra parte, fue el primer presidente de la Asociación Mundial de Editores Médicos y había sido presidente del Consejo de Editores de Revistas Científicas de Estados Unidos (2005-2006). En 2008 le nombraron para participar en un cuadro de investigación y gestión analítica en su calidad de asociado principal del Nuffield Trust. En 2011 fue elegido para formar parte de la Academia Nacional de Medicina de los Estados Unidos (antes denominada Instituto de Medicina). De 2011 a 2015 copresidió el independiente Cuadro de Expertos para el Examen de la Información y la Rendición de Cuentas para la Salud de la Mujer y el Niño.
En 2016, el secretario general de las Naciones Unidas, Ban Ki-moon, le nombró para formar parte de un grupo de expertos que asesoraba a la Comisión de Alto Nivel sobre Empleo en el Ámbito de la Salud y Crecimiento Económico, copresidida por François Hollande y Jacob Zuma, presidentes de Francia y de Sudáfrica, respectivamente. En 2017 participó en el Grupo de Trabajo de Alto Nivel para la salud y los derechos humanos de mujeres, niños y adolescentes de la Oficina del Alto Comisionado de las Naciones Unidas para los Derechos Humanos (ACNUDH). Ese mismo año pasó a formar parte de la junta de Physicians for Human Rights (Médicos por los derechos humanos).
Desde 1995, cuando Horton asumió el cargo de redactor jefe de The Lancet, la revista ha llegado a ser una de las principales revistas médicas del mundo y con frecuencia determina el programa mundial de salud. 
Horton se ha dedicado diligentemente a adquirir una posición de reconocida autoridad que le ha permitido pronunciarse sobre las cuestiones que le preocupan. Además ha conseguido expresarse con toda franqueza y conservar el respeto de la comunidad médica mundial. En 2019 Horton recibió el premio Roux, de 100 000 USD, por su trayectoria de logros en cuanto a la salud pública y se le ha citado como uno de los defensores más resueltos, elocuentes e influyentes en ese terreno.

### El cambio climático y los profesionales de la salud
Pocos días después de la movilización promovida por el movimiento activista Rebelión o Extinción, Horton afirmó en un vídeo que los profesionales de la salud debían participar directamente.

### Horton se niega a retirar un artículo desacreditado sobre vacunas
El 28 de febrero de 1998, Horton publicó un controvertido artículo de Andrew Wakefield y otros doce autores con el título de «Ileal-lymphoid-nodular hyperplasia, non-specific colitis, and pervasive developmental disorder in children» (hiperplasia linfática nodular del íleon, colitis inespecífica y trastornos generalizados en el desarrollo infantil) que daba a entender que las vacunas podían causar autismo. La publicación del artículo provocó una abrupta disminución de las vacunaciones en Europa y América y, en años posteriores, en el resto del mundo. En el Reino Unido, la Agencia de Protección de la Salud (Health Protection Agency) atribuyó extensos brotes de sarampión en 2008 y 2009 a la correspondiente disminución del número de niños vacunados contra el sarampión, las paperas y la rubeola (vacuna triple vírica, SPR). En Canadá y Estados Unidos se han dado brotes de sarampión –que puede ser mortal–, porque los padres se han negado a vacunar a sus hijos.
Horton recibió fuertes críticas por tardar en actuar. Por último, en febrero de 2010 se vio obligado a retirar el artículo, cuando el Colegio General de Médicos (General Medical Council, GMC), que supervisa a los médicos de todo el Reino Unido, afirmó que la selección de pacientes en el artículo de The Lancet era sesgada y que la actuación de Wakefield en este aspecto era deshonesta e irresponsable. Según Brian Deer, el periodista que puso de manifiesto que el artículo de Wakefield era fraudulento, Horton se había opuesto a la investigación del GMC que llevó a la retirada del artículo diciendo que, en su opinión, el GMC no era el lugar adecuado para continuar ese debate, pero que una vez iniciado el proceso, sería imposible pararlo.
Horton defendió su postura diciendo que no lamentaba la publicación del artículo original de Wakefield, ya que el progreso en la Medicina depende de la libre expresión de ideas nuevas. Afirmó que había trabajado en el Royal Free Hospital de 1988 a 1990 y había coincidido con Wakefield en muchas ocasiones y le consideraba un clínico y un científico entregado, interesante y carismático. Según Horton, Wakefield se hace preguntas fundamentales sobre las enfermedades, tales como cuáles son sus causas últimas, y su ambición produce con frecuencia resultados rápidos y sorprendentes. Con todo, hay grupos que critican a Horton por haber contribuido, al retrasar doce años la retirada del artículo, a la impresionante caída actual en la vacunación de niños en Europa y América, que causa epidemias y muertes. En aquel tiempo, el proceso de retirada de artículos podía llevar varios años.
En una entrevista en The Guardian, Horton aseguró que lamentaba profundamente haber tardado tanto en retirar el artículo de Wakefield, y que había manifestado públicamente en varias ocasiones su pesar. Explicó que la cuestión de la vacuna contra el sarampión, las paperas y la rubeola (la triple vírica) había causado tanto daño que para compensarlo tenía que dedicarse intensamente a la salud de los niños, no solo en lo relativo a la vacunación, sino a toda una serie de cuestiones diferentes: la salud de los recién nacidos, de los niños, de los adolescentes y de las mujeres en lo que concierne a la salud de los niños.

### Royal Society
En el número de The Lancet del 11 de mayo de 2005, Horton criticó a la asociación científica denominada Royal Society, dirigida por lord Rees, por descuidar la Medicina.

### Roy Meadow
En 2005, Horton publicó un artículo en apoyo de Roy Meadow, pediatra acusado por el GMC de grave infracción deontológica por presentar pruebas seriamente defectuosas y que indujeron a error al tribunal en el juicio de Sally Clark. La publicación del artículo resultó especialmente polémica, ya que se produjo mientras estaban en curso los procedimientos en el GMC contra Meadow y coincidió con el primer día de la presentación de la defensa de este. El artículo indignó a Sally Clark, abogada que había sido víctima de un grave error judicial. Sobre la base de erróneas pruebas estadísticas (y de otra índole) aportadas por Meadow, fue declarada culpable de las muertes sucesivas de dos hijos lactantes. Por otra parte, el patólogo forense de la fiscalía había omitido elementos de la autopsia del segundo niño que hubieran llevado a la absolución de la acusada. Como consecuencia de todo ello, Sally Clark pasó tres años en la cárcel hasta que ganó el segundo recurso contra su condena.
Su marido escribió una carta a The Lancet refutando las muchas inexactitudes de Horton y sus parciales opiniones y para impedir que influyeran en los observadores independientes. James Le Fanu, médico y escritor, también envió una carta a The Lancet en el mismo número describiendo las palabras de Horton como «perjudiciales» (mischief). El matrimonio Clark hizo una declaración refutando con hechos probados uno por uno todos los argumentos que constituían el sesgado apoyo de Horton a Meadow.
Sally Clark, abogada, había sido acusada de dar muerte a sus dos hijos al poco de nacer. Su primer hijo murió en diciembre de 1996 a las pocas semanas de nacer y el segundo, en parecidas circunstancias, en enero de 1998. Fue a raíz de esta segunda muerte cuando se detuvo a Sally Clark. La defensa adujo el síndrome de muerte súbita del lactante como probable causa de las muertes, pero la acusación se apoyó en el testimonio de Roy Meadow, que consideraba estadísticamente improbable la muerte de dos lactantes de la misma familia por esa causa. Además, el patólogo forense de la fiscalía omitió en dos ocasiones citar los resultados de unas pruebas bacteriológicas que mostraban la presencia de Staphylococcus aureus en el cadáver del segundo niño. Clark pasó más de tres años en la cárcel hasta que ganó el segundo recurso contra su condena. La acusación, la condena y las penalidades en la cárcel, donde sufrió la hostilidad de las demás reclusas por haber matado a dos hijos lactantes, ser abogada e hija de policía, afectaron psíquicamente a Sally Clark, que murió en 2007 por intoxicación etílica.

### Irak
El 23 de septiembre de 2006, con ocasión de la manifestación denominada Time to Go Demo («Es hora de marcharse») contra la guerra en Irak y Afganistán, Horton acusó al presidente de los Estados Unidos, George W. Bush, y al primer ministro británico, Tony Blair, de mentir y de matar a niños en Irak. El 11 de octubre, The Lancet publicó nuevas estimaciones del número de muertes de ciudadanos iraquíes desde la invasión de 2003 dirigida por los Estados Unidos; lo cifraba en un total de 655 000. Algunos partidarios de la invasión rechazaron esta cifra, porque consideraban incorrecto el método empleado para llegar a ella.  Algunos de los que se oponían a la invasión ponían en duda la fiabilidad de la cifra por su extremada diferencia con otros datos de la guerra. Por otro lado, la apoyaban algunos periódicos y expertos estadísticos, mientras que otros expertos en ese campo la consideraban probablemente demasiado elevada, y pensaban que los autores habían malinterpretado sus propias cifras. Otros no podían creer que hubiera podido realizarse el estudio tal como se afirmaba, dado lo peligroso de la situación.
En noviembre de 2006, el ministro de Sanidad de Irak calculó, durante una conferencia de prensa, que desde la invasión de 2003 habían muerto entre 100 000 y 150 000 personas, basándose en que en 2006 se estimaba que cada día llegaban a los depósitos de cadáveres y a los hospitales unos 100 muertos. Afirmó que las estimaciones de The Lancet eran exageradas.

### Carta abierta en favor del pueblo de Gaza
En agosto de 2014, The Lancet publicó una carta abierta en favor del pueblo de Gaza en la que se criticaba a Israel a raíz del conflicto de Gaza de ese año.
A las críticas que recibió la carta, Horton contestó diciendo que se trataba de una campaña de desprestigio y afirmó que no veía, sinceramente, la relación de todo aquello con la carta de Gaza. Afirmó que no tenía intenciones de retirarla y que no lo haría ni aunque las críticas resultaran fundadas. Sin embargo, posteriormente, Horton fue a Israel a visitar el Centro Médico Rambam y dijo que sentía profundamente la polarización completamente innecesaria que la publicación de la carta de Paola Manduca había causado.
El profesor sir Mark Pepys escribió que el hecho de que Manduca y los demás autores no hubieran revelado su enorme conflicto de intereses constituía una de las más graves faltas de ética y de profesionalidad. Que el clarísimo intento de ocultar una mezquina diatriba política, sustancialmente partidista y mendaz, tras un inocente llamamiento humanitario no era digno de aparecer en ninguna publicación seria y menos aún en una revista médica profesional, y que el publicar dicho llamamiento hubiera sido una vergüenza incluso para la más vil prensa amarilla. Pepys acusó asimismo a Horton concretamente, diciendo que su comportamiento en ese caso era coherente con el uso absolutamente inadecuado que Horton llevaba ya mucho tiempo haciendo de The Lancet como vehículo de sus extremas opiniones políticas, y que todo ello había causado grave daño a la buena reputación que la revista tenía anteriormente. Horton respondió diciendo que no podían separarse la política y la salud, que ambas van de la mano.

### Pandemia de COVID-19
La respuesta inicial de Horton al brote de COVID-19 fue cautelosa: el 23 de enero de 2020 dijo a sus seguidores en Twitter que probablemente sería de transmisibilidad moderada y de una patogenicidad relativamente baja. Pero al llegar documentación científica de China, el 29 de enero afirmó que era probablemente el momento de declarar una emergencia de salud pública de importancia internacional. Y el 31 de enero tuiteó sobre medidas draconianas para limitar la movilidad de la población.
El 7 de marzo, Horton ya estaba apelando al Gobierno del Reino Unido para que actuase más resueltamente. Afirmó que tenía que dejar de temer las consecuencias negativas para el público y la economía que pudieran derivarse a corto plazo de la restricción de las libertades individuales. Y el 10 de marzo pidió la aplicación urgente de medidas de distanciación social y cierres.
El 18 de marzo, Horton criticó fuertemente los planes iniciales del Gobierno de permitir una epidemia controlada, diciendo que cualquier escolar capaz de hacer cuentas podría hacer el cálculo: con una mortalidad del 1% entre el 60% de una población de unos 66 millones de personas, el Reino Unido podía esperar casi 400 000 muertes.
Luego, el 26 de marzo, dijo que ya se sabía, desde la última semana de enero, lo que iba a ocurrir. Que el mensaje de China era absolutamente claro: que un nuevo virus con posibilidad de ocasionar una pandemia se estaba difundiendo en ciertas ciudades. Que eso se sabía desde hacía once semanas y que se había perdido el mes de febrero, en que se podría haber actuado. Y el 28 de marzo, el editorial de Horton en The Lancet afirmaba que al ver los informes de China en enero, las autoridades tenían el deber de haber puesto el NHS [National Health Service, Servicio Nacional de Salud] y al público británico en alerta máxima.
El 29 de marzo, el director de servicio encargado del coronavirus en el NHS, Keith Willett, contestó a Horton diciendo que el 30 de enero, el NHS había declarado una emergencia nacional de nivel cuatro, el máximo nivel. (Sin embargo, dicha declaración no se había publicado hasta el 3 de marzo, de modo que no está claro que Willet tuviera la intención de responder al editorial de Horton en The Lancet).
El 1 de mayo, Horton fue entrevistado para el programa de noticias chino Xinwen Lianbo y, según informes, alabó la novedad de la respuesta china (en comparación con pasadas ocasiones).
El 16 de mayo, un editorial explicaba que los Centros para el Control y Prevención de Enfermedades de los Estados Unidos habían perdido eficacia desde los años ochenta y necesitaban ser reforzados. El editorial incluía un llamamiento a que para 2021 se eligiera un presidente que valorara la sanidad pública por encima de la política partidista.

## Galardones
Richard Horton es miembro de la Academia de Ciencias Médicas y del Real Colegio de Médicos.
En 2007 recibió la Medalla de Edimburgo por sus aportaciones profesionales a la comprensión y el bienestar de la humanidad. Dos años después se le concedió la Medalla del Decano de la Facultad Bloomberg de Salud Pública de la Universidad Johns Hopkins.
En 2015 el Gobierno de China le otorgó el Premio de la Amistad. Desde 2008 ha colaborado estrechamente con expertos médicos y cargos públicos chinos del área de la atención sanitaria.
En 2016 fue galardonado con la Medalla Andrija Štampar de la Asociación de Facultades de Salud Pública de la Región de Europa de la OMS. Al año siguiente recibió la Medalla Edwin Chadwick por su trabajo en el terreno de la salud pública.
En 2019 se le otorgó el Premio Roux.
En 2021 recibió el premio de la ONG Physicians for Human Rights.
Horton es profesor honorario de la Escuela de Higiene y Medicina Tropical de Londres, de la University College de Londres y de la Universidad de Oslo. Por su labor en pro de la sanidad mundial fue galardonado por la Universidad de Tromsø con un doctorado honorario. Es, asimismo miembro del consejo de la Universidad de Birmingham.

## Vida personal
Horton se casó con Ingrid Johanna Wolfe, pediatra, en 1998. Se separaron en 2017. Tiene una hija de este matrimonio. Actualmente está siendo tratado de un melanoma en fase 4.
Horton encuentra inspiración en Bill Hoffenberg (Presidente del Real Colegio de Médicos de 1983 a 1989, activo contra el apartheid y contra la guerra nuclear) y en Amartya Sen.